# Pachycormus discolor
Pachycormus discolor là một loài thực vật có hoa trong họ Đào lộn hột. Loài này được (Benth.) Coville mô tả khoa học đầu tiên năm 1911.

## Hình ảnh

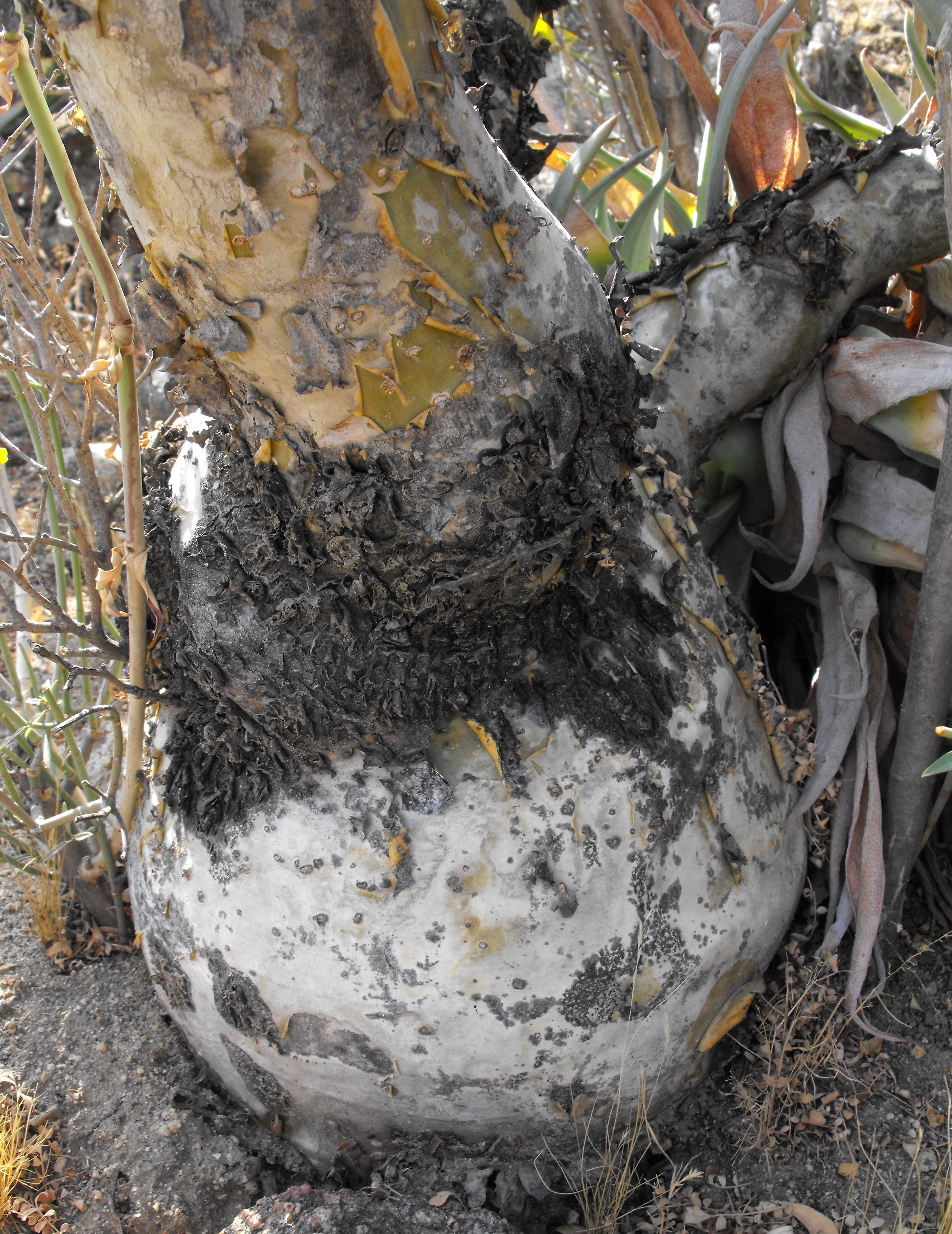